# Cloralosa
La cloralosa es un compuesto utilizado como avicida, como rodenticida, para matar ratones a temperaturas inferiores a 15 °C, y como repelente de aves. También está muy extendido su uso en neurociencia y en veterinaria por sus propiedades anestésicas y sedantes.
Químicamente, es un derivado acetal clorado de la glucosa. Ha sido clasificado como Harmful (Xn), del inglés perjudicial, en el Anexo I de la Directiva 67/548/EEC.